# Зелена Балка (Голованівський район)
Зелена Ба́лка — село в Голованівській громаді Голованівського району Кіровоградської області України. Населення становить 85 осіб.

## Населення
Згідно з переписом УРСР 1989 року чисельність наявного населення села становила 127 осіб, з яких 57 чоловіків та 70 жінок.
За переписом населення України 2001 року в селі мешкало 85 осіб.

### Мова
Розподіл населення за рідною мовою за даними перепису 2001 року:
| Мова       | Відсоток |
| ---------- | -------- |
| українська | 97,65 %  |
| російська  | 2,35 %   |